# Кокра
Кокра (словен. Kokra) — поселення в общині Преддвор, Горенський регіон, Словенія. Висота над рівнем моря: 898,9 м.